# Pristipomoides flavipinnis
Pristipomoides flavipinnis és una espècie de peix de la família dels lutjànids i de l'ordre dels perciformes.

## Morfologia
- Els mascles poden assolir 50 cm de longitud total.[3][4]

## Hàbitat
És un peix marí de clima tropical i associat als esculls de corall que viu entre 90-360 m de fondària.

## Distribució geogràfica
Es troba des de l'Àsia Sud-oriental fins a Tahití, les Illes Ryukyu i el nord-est d'Austràlia.

## Ús comercial
Es comercialitza principalment fresc.